# Vanja Milinković-Savić
Pour les articles homonymes, voir Milinković-Savić.
Vanja Milinković-Savić, né le 20 février 1997 à Orense en Espagne, est un footballeur international serbe qui évolue au poste de gardien de but à la SSC Naples, en prêt du Torino FC.
Il est le frère cadet de Sergej Milinković-Savić, milieu du club saoudien du Al-Hilal FC.

## Biographie

### En club
Le 2 avril 2014, Milinković-Savić signe son premier contrat professionnel d'une durée de trois ans avec Vojvodina. Toujours en 2014, Manchester United annonce que le club a conclu un accord avec Vojvodina pour le transfert de Milinković-Savić. Les deux clubs conviennent que le joueur reste avec Vojvodina pour une saison supplémentaire. La transaction est finalisée le 5 août 2014 pour un montant de 1,75 million €. 
Milinković-Savić fait ses débuts avec Vojvodina le 10 août 2014, avec une victoire 3-0 à domicile contre OFK Belgrade. Il joue les 15 matches de championnat de la première partie de la saison 2014-2015. Après la trêve hivernale, Milinković-Savić perd sa place en tant que titulaire face à l'expérimenté Srđan Žakula, ne disputant que deux matches en championnat. Après avoir échoué à obtenir un permis de travail pour jouer en Angleterre, Milinković-Savić est libéré par Manchester United en novembre 2015 et signe un contrat de quatre ans et demi avec le club polonais Lechia Gdańsk, le contrat débute le 1er janvier 2016. Le 30 janvier 2017, le Torino FC annonce l'achat de  Milinković-Savić et qu'il rejoindra le club le 1er juillet. 
Le 6 juillet 2018, Milinković-Savić signe avec SPAL 2013, prêté par Torino FC jusqu'au 30 juin 2019. Fin janvier 2019, Milinković-Savić va à Ascoli en Série B. Le 29 juin, Vanja Milinković-Savić signe au Standard de Liège pour un prêt avec option d’achat à 3,5M€. Mécontent de ses performances, le Standard de Liège décide de renvoyer le gardien serbe en Italie à la fin de la saison.

### En équipe nationale
Vanja Milinković-Savić participe à la Coupe du monde des moins de 20 ans 2015 qui se déroule en Nouvelle-Zélande. Lors du mondial, il ne joue aucun match. La Serbie remporte la compétition en battant le Brésil en finale.
Le 11 novembre 2022, il est sélectionné par Dragan Stojković pour participer à la Coupe du monde 2022.
Il est retenu dans la liste des 26 joueurs serbes du sélectionneur Dragan Stojković pour participer à l'Euro 2024.

## Palmarès
- Vainqueur de la Coupe du monde des moins de 20 ans en 2015 avec l'équipe de Serbie